# Karel I Lodewijk van de Palts

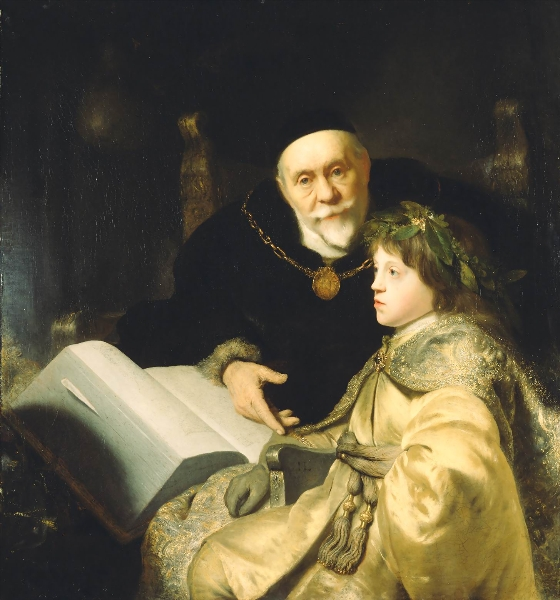
Prins Karel I Lodewijk met zijn leraar Wolrad von Plessen, als de jonge Alexander de Grote met zijn leraar Aristoteles, Jan Lievens, 1631, J. Paul Getty Museum, Los Angeles

Karel I Lodewijk van de Palts (Heidelberg, 22 december 1617 — Edingen, 28 augustus 1680) was van 1648 tot aan zijn dood keurvorst van de Palts. Hij behoorde tot het Huis Palts-Simmern.

## Levensloop
Karel I Lodewijk was de tweede zoon van keurvorst Frederik V van de Palts en Elizabeth Stuart, dochter van koning Jacobus I van Engeland. Nadat de landerijen van zijn vader in 1620 geconfisqueerd werden door keizer Ferdinand II, ging hij met zijn familie in ballingschap naar de Republiek der Zeven Verenigde Nederlanden. In 1629 werd hij na de dood van zijn oudere broer Frederik Hendrik de erfopvolger van zijn vader. Na het overlijden van zijn vader in 1632 werden Karel I Lodewijk en zijn broers en zussen onder de voogdij geplaatst van zijn oom Lodewijk Filips van Palts-Simmern.
Samen met zijn broer Ruprecht bracht hij veel tijd door aan het hof van koning Karel I van Engeland, zijn oom langs moederkant. Karel Lodewijk hoopte namelijk Engelse steun te verkrijgen voor het heroveren van de Palts. Hij werd echter door zijn oom gewantrouwd, omdat die vreesde dat Karel Lodewijk de oppositiekrachten zou ondersteunen. Dit was niet onterecht, want in de crisis die tot de Engelse Burgeroorlog zou leiden had hij tot op zekere hoogte sympathie voor de parlementaire oppositieleiders. Ook had Karel Lodewijk het gevoel dat het parlement hem gunstiger gezind was in de strijd om de Palts te heroveren. In het begin van de Engelse Burgeroorlog streed Karel Lodewijk wel aan de zijde van zijn oom, maar wegens zijn parlementaire sympathieën werd hij gewantrouwd, waardoor hij terugkeerde naar zijn moeder in Den Haag en zich van de koninklijke partij distantieerde. In 1644 keerde hij op uitnodiging van het parlement terug naar Londen. Hij ging resideren in het Palace of Whitehall en steunde het akkoord dat de parlementaire leiders gesloten had met de Schotse covenanters. Vermoed werd dat Karel Lodewijk het parlement steunde om zelf op de Engelse troon te geraken. Uiteindelijk werd de Engelse Burgeroorlog door het parlement gewonnen en werd zijn oom Karel in januari 1649 geëxecuteerd. Dit was naar verluidt een grote schok voor Karel Lodewijk. 
In 1648 kreeg hij door de Vrede van Westfalen opnieuw het bezit over de Palts. Hij moest echter tegen zijn zin aanvaarden dat de Opper-Palts in handen van keurvorst Maximiliaan I van Beieren bleef. In de herfst van 1649 arriveerde hij in de Palts, waar tijdens de Dertigjarige Oorlog veel verwoestingen waren aangericht. Hij hield zich intensief bezig met de heropbouw van zijn keurvorstendom en voerde een absolutistische machtspolitiek. Omdat de bevolking van de Palts door de Dertigjarige Oorlog sterk gereduceerd was, probeerde hij immigranten aan te trekken met belastingvrijheden en premies en lokte hij religieuze minderheden door een strenge tolerantiepolitiek te voeren. Door efficiënt te besturen wist hij de overheidsuitgaven zo laag mogelijk te houden om op die manier de torenhoge schulden te saneren en hij voerde eveneens een absolutistische machtspolitiek.
Op buitenlands vlak voerde hij een politiek die erop gericht was om goede betrekkingen met Frankrijk te onderhouden. Toen Karel Lodewijk echter weigerde om een bondgenootschap aan te gaan in de Hollandse Oorlog tegen de Republiek der Zeven Verenigde Nederlanden, werd de Palts in juli 1674 door een Frans leger verwoest. Na de Vrede van Nijmegen werd Karel Lodewijk in 1678 gedwongen om 150.000 gulden oorlogsbelasting te betalen aan Frankrijk en liet de Franse koning Lodewijk XIV de gebieden van de Palts ten westen van de Rijn bezetten. 
In augustus 1680 stierf Karel Lodewijk op 62-jarige leeftijd. Hij werd bijgezet in de Heilige Geestkerk van Heidelberg.

## Huwelijken en nakomelingen
Op 22 februari 1650 huwde hij met Charlotte van Hessen-Kassel (1627-1686), dochter van landgraaf Willem V van Hessen-Kassel. Ze kregen drie kinderen:
- Karel II (1651-1685), keurvorst van de Palts
- Elisabeth Charlotte (1652-1722), huwde in 1671 met hertog Filips van Orléans
- Frederik (1653-1654)

Omdat het huwelijk tussen Karel Lodewijk en Charlotte zeer ongelukkig was, vond op 14 januari 1657 hun omstreden echtscheiding plaats. Vervolgens huwde hij op 6 februari 1658 met zijn minnares Luise von Degenfeld (1634-1677). Het was een morganatisch huwelijk en in 1667 gaf Marie Luise in naam van zichzelf en haar nakomelingen iedere erfaanspraak op de Palts op, waarna ze de titel van raugraaf en raugravin kregen. Uit het huwelijk werden dertien kinderen geboren:
- Karel Lodewijk (1658-1688), Venetiaans generaal
- Carolina Elisabeth (1659-1696), huwde in 1683 met hertog Meinhardt van Schomberg
- Louise (1661-1733)
- Lodewijk (1662-1662)
- Amalia Elisabeth (1663-1709)
- George Lodewijk (1664-1665)
- Frederica (1665-1674)
- Frederik Willem (1666-1667)
- Karel Eduard (1668-1690)
- Sophia (1669-1669)
- Karel Maurits (1670-1702), Brandenburgs opper-luitenant
- Karel August (1672-1691)
- Karel Casimir (1675-1691)

Op 11 december 1679 huwde hij een derde maal, ditmaal met zijn hofdame Elisabeth Höllander (1659-1702), dochter van burgemeester van Schaffhausen Tobias Höllander. Ook dit was een morganatisch huwelijk. Uit het huwelijk werd een postume zoon geboren:
- Karel Lodewijk (1681-?)

## Kwartierstaat
| Lodewijk VI van de Palts (1539-1583)      | Lodewijk VI van de Palts (1539-1583)      | Lodewijk VI van de Palts (1539-1583)      | Lodewijk VI van de Palts (1539-1583)      | Lodewijk VI van de Palts (1539-1583)      | Lodewijk VI van de Palts (1539-1583)      | Elisabeth van Hessen (1539–1582)     | Elisabeth van Hessen (1539–1582)     | Elisabeth van Hessen (1539–1582)     | Elisabeth van Hessen (1539–1582)     | Elisabeth van Hessen (1539–1582)    | Elisabeth van Hessen (1539–1582)    |                                     |                                     | Willem van Oranje (1533–1584)       | Willem van Oranje (1533–1584)       | Willem van Oranje (1533–1584)         | Willem van Oranje (1533–1584)         | Willem van Oranje (1533–1584)         | Willem van Oranje (1533–1584)         | Charlotte van Bourbon (ca. 1546–1582) | Charlotte van Bourbon (ca. 1546–1582) | Charlotte van Bourbon (ca. 1546–1582) | Charlotte van Bourbon (ca. 1546–1582) | Charlotte van Bourbon (ca. 1546–1582)      | Charlotte van Bourbon (ca. 1546–1582)      |                                            |                                            | Henry Stuart Darnley (1545-1567)           | Henry Stuart Darnley (1545-1567)           | Henry Stuart Darnley (1545-1567) | Henry Stuart Darnley (1545-1567) | Henry Stuart Darnley (1545-1567)   | Henry Stuart Darnley (1545-1567)   | Maria I van Schotland (1542-1587)  | Maria I van Schotland (1542-1587)  | Maria I van Schotland (1542-1587)  | Maria I van Schotland (1542-1587)  | Maria I van Schotland (1542-1587) | Maria I van Schotland (1542-1587) |                                 |                                 | Frederik II van Denemarken (1534-1588) | Frederik II van Denemarken (1534-1588) | Frederik II van Denemarken (1534-1588) | Frederik II van Denemarken (1534-1588) | Frederik II van Denemarken (1534-1588) | Frederik II van Denemarken (1534-1588) | Sophia van Mecklenburg-Güstrow (1557-1631) | Sophia van Mecklenburg-Güstrow (1557-1631) | Sophia van Mecklenburg-Güstrow (1557-1631) | Sophia van Mecklenburg-Güstrow (1557-1631) | Sophia van Mecklenburg-Güstrow (1557-1631) | Sophia van Mecklenburg-Güstrow (1557-1631) |  |  |  |  |  |  |  |  |  |  |  |  |  |  |  |  |  |  |  |  |  |  |  |  |  |  |  |  |  |  |  |  |  |  |  |  |  |  |  |  |  |  |  |  |  |  |  |  |
| Lodewijk VI van de Palts (1539-1583)      | Lodewijk VI van de Palts (1539-1583)      | Lodewijk VI van de Palts (1539-1583)      | Lodewijk VI van de Palts (1539-1583)      | Lodewijk VI van de Palts (1539-1583)      | Lodewijk VI van de Palts (1539-1583)      | Elisabeth van Hessen (1539–1582)     | Elisabeth van Hessen (1539–1582)     | Elisabeth van Hessen (1539–1582)     | Elisabeth van Hessen (1539–1582)     | Elisabeth van Hessen (1539–1582)    | Elisabeth van Hessen (1539–1582)    |                                     |                                     | Willem van Oranje (1533–1584)       | Willem van Oranje (1533–1584)       | Willem van Oranje (1533–1584)         | Willem van Oranje (1533–1584)         | Willem van Oranje (1533–1584)         | Willem van Oranje (1533–1584)         | Charlotte van Bourbon (ca. 1546–1582) | Charlotte van Bourbon (ca. 1546–1582) | Charlotte van Bourbon (ca. 1546–1582) | Charlotte van Bourbon (ca. 1546–1582) | Charlotte van Bourbon (ca. 1546–1582)      | Charlotte van Bourbon (ca. 1546–1582)      |                                            |                                            | Henry Stuart Darnley (1545-1567)           | Henry Stuart Darnley (1545-1567)           | Henry Stuart Darnley (1545-1567) | Henry Stuart Darnley (1545-1567) | Henry Stuart Darnley (1545-1567)   | Henry Stuart Darnley (1545-1567)   | Maria I van Schotland (1542-1587)  | Maria I van Schotland (1542-1587)  | Maria I van Schotland (1542-1587)  | Maria I van Schotland (1542-1587)  | Maria I van Schotland (1542-1587) | Maria I van Schotland (1542-1587) |                                 |                                 | Frederik II van Denemarken (1534-1588) | Frederik II van Denemarken (1534-1588) | Frederik II van Denemarken (1534-1588) | Frederik II van Denemarken (1534-1588) | Frederik II van Denemarken (1534-1588) | Frederik II van Denemarken (1534-1588) | Sophia van Mecklenburg-Güstrow (1557-1631) | Sophia van Mecklenburg-Güstrow (1557-1631) | Sophia van Mecklenburg-Güstrow (1557-1631) | Sophia van Mecklenburg-Güstrow (1557-1631) | Sophia van Mecklenburg-Güstrow (1557-1631) | Sophia van Mecklenburg-Güstrow (1557-1631) |  |  |  |  |  |  |  |  |  |  |  |  |  |  |  |  |  |  |  |  |  |  |  |  |  |  |  |  |  |  |  |  |  |  |  |  |  |  |  |  |  |  |  |  |  |  |  |  |
|                                           |                                           |                                           |                                           |                                           |                                           |                                      |                                      |                                      |                                      |                                     |                                     |                                     |                                     |                                     |                                     |                                       |                                       |                                       |                                       |                                       |                                       |                                       |                                       |                                            |                                            |                                            |                                            |                                            |                                            |                                  |                                  |                                    |                                    |                                    |                                    |                                    |                                    |                                   |                                   |                                 |                                 |                                        |                                        |                                        |                                        |                                        |                                        |                                            |                                            |                                            |                                            |                                            |                                            |  |  |  |  |  |  |  |  |  |  |  |  |  |  |  |  |  |  |  |  |  |  |  |  |  |  |  |  |  |  |  |  |  |  |  |  |  |  |  |  |  |  |  |  |  |  |  |  |
|                                           |                                           |                                           |                                           | Frederik IV van de Palts (1574-1610)      | Frederik IV van de Palts (1574-1610)      | Frederik IV van de Palts (1574-1610) | Frederik IV van de Palts (1574-1610) | Frederik IV van de Palts (1574-1610) | Frederik IV van de Palts (1574-1610) |                                     |                                     |                                     |                                     |                                     |                                     | Louise Juliana van Nassau (1576-1644) | Louise Juliana van Nassau (1576-1644) | Louise Juliana van Nassau (1576-1644) | Louise Juliana van Nassau (1576-1644) | Louise Juliana van Nassau (1576-1644) | Louise Juliana van Nassau (1576-1644) |                                       |                                       |                                            |                                            |                                            |                                            |                                            |                                            |                                  |                                  | Jacobus I van Engeland (1566-1625) | Jacobus I van Engeland (1566-1625) | Jacobus I van Engeland (1566-1625) | Jacobus I van Engeland (1566-1625) | Jacobus I van Engeland (1566-1625) | Jacobus I van Engeland (1566-1625) |                                   |                                   |                                 |                                 |                                        |                                        | Anna van Denemarken (1574-1619)        | Anna van Denemarken (1574-1619)        | Anna van Denemarken (1574-1619)        | Anna van Denemarken (1574-1619)        | Anna van Denemarken (1574-1619)            | Anna van Denemarken (1574-1619)            |                                            |                                            |                                            |                                            |  |  |  |  |  |  |  |  |  |  |  |  |  |  |  |  |  |  |  |  |  |  |  |  |  |  |  |  |  |  |  |  |  |  |  |  |  |  |  |  |  |  |  |  |  |  |  |  |
|                                           |                                           |                                           |                                           | Frederik IV van de Palts (1574-1610)      | Frederik IV van de Palts (1574-1610)      | Frederik IV van de Palts (1574-1610) | Frederik IV van de Palts (1574-1610) | Frederik IV van de Palts (1574-1610) | Frederik IV van de Palts (1574-1610) |                                     |                                     |                                     |                                     |                                     |                                     | Louise Juliana van Nassau (1576-1644) | Louise Juliana van Nassau (1576-1644) | Louise Juliana van Nassau (1576-1644) | Louise Juliana van Nassau (1576-1644) | Louise Juliana van Nassau (1576-1644) | Louise Juliana van Nassau (1576-1644) |                                       |                                       |                                            |                                            |                                            |                                            |                                            |                                            |                                  |                                  | Jacobus I van Engeland (1566-1625) | Jacobus I van Engeland (1566-1625) | Jacobus I van Engeland (1566-1625) | Jacobus I van Engeland (1566-1625) | Jacobus I van Engeland (1566-1625) | Jacobus I van Engeland (1566-1625) |                                   |                                   |                                 |                                 |                                        |                                        | Anna van Denemarken (1574-1619)        | Anna van Denemarken (1574-1619)        | Anna van Denemarken (1574-1619)        | Anna van Denemarken (1574-1619)        | Anna van Denemarken (1574-1619)            | Anna van Denemarken (1574-1619)            |                                            |                                            |                                            |                                            |  |  |  |  |  |  |  |  |  |  |  |  |  |  |  |  |  |  |  |  |  |  |  |  |  |  |  |  |  |  |  |  |  |  |  |  |  |  |  |  |  |  |  |  |  |  |  |  |
|                                           |                                           |                                           |                                           |                                           |                                           |                                      |                                      |                                      |                                      | Frederik V van de Palts (1596-1632) | Frederik V van de Palts (1596-1632) | Frederik V van de Palts (1596-1632) | Frederik V van de Palts (1596-1632) | Frederik V van de Palts (1596-1632) | Frederik V van de Palts (1596-1632) |                                       |                                       |                                       |                                       |                                       |                                       |                                       |                                       |                                            |                                            |                                            |                                            |                                            |                                            |                                  |                                  |                                    |                                    |                                    |                                    |                                    |                                    | Elizabeth Stuart (1596-1662)      | Elizabeth Stuart (1596-1662)      | Elizabeth Stuart (1596-1662)    | Elizabeth Stuart (1596-1662)    | Elizabeth Stuart (1596-1662)           | Elizabeth Stuart (1596-1662)           |                                        |                                        |                                        |                                        |                                            |                                            |                                            |                                            |                                            |                                            |  |  |  |  |  |  |  |  |  |  |  |  |  |  |  |  |  |  |  |  |  |  |  |  |  |  |  |  |  |  |  |  |  |  |  |  |  |  |  |  |  |  |  |  |  |  |  |  |
|                                           |                                           |                                           |                                           |                                           |                                           |                                      |                                      |                                      |                                      | Frederik V van de Palts (1596-1632) | Frederik V van de Palts (1596-1632) | Frederik V van de Palts (1596-1632) | Frederik V van de Palts (1596-1632) | Frederik V van de Palts (1596-1632) | Frederik V van de Palts (1596-1632) |                                       |                                       |                                       |                                       |                                       |                                       |                                       |                                       |                                            |                                            |                                            |                                            |                                            |                                            |                                  |                                  |                                    |                                    |                                    |                                    |                                    |                                    | Elizabeth Stuart (1596-1662)      | Elizabeth Stuart (1596-1662)      | Elizabeth Stuart (1596-1662)    | Elizabeth Stuart (1596-1662)    | Elizabeth Stuart (1596-1662)           | Elizabeth Stuart (1596-1662)           |                                        |                                        |                                        |                                        |                                            |                                            |                                            |                                            |                                            |                                            |  |  |  |  |  |  |  |  |  |  |  |  |  |  |  |  |  |  |  |  |  |  |  |  |  |  |  |  |  |  |  |  |  |  |  |  |  |  |  |  |  |  |  |  |  |  |  |  |
|                                           |                                           |                                           |                                           |                                           |                                           |                                      |                                      |                                      |                                      |                                     |                                     |                                     |                                     |                                     |                                     |                                       |                                       |                                       |                                       |                                       |                                       |                                       |                                       |                                            |                                            |                                            |                                            |                                            |                                            |                                  |                                  |                                    |                                    |                                    |                                    |                                    |                                    |                                   |                                   |                                 |                                 |                                        |                                        |                                        |                                        |                                        |                                        |                                            |                                            |                                            |                                            |                                            |                                            |  |  |  |  |  |  |  |  |  |  |  |  |  |  |  |  |  |  |  |  |  |  |  |  |  |  |  |  |  |  |  |  |  |  |  |  |  |  |  |  |  |  |  |  |  |  |  |  |
|                                           |                                           |                                           |                                           |                                           |                                           |                                      |                                      |                                      |                                      |                                     |                                     |                                     |                                     |                                     |                                     |                                       |                                       |                                       |                                       |                                       |                                       |                                       |                                       |                                            |                                            |                                            |                                            |                                            |                                            |                                  |                                  |                                    |                                    |                                    |                                    |                                    |                                    |                                   |                                   |                                 |                                 |                                        |                                        |                                        |                                        |                                        |                                        |                                            |                                            |                                            |                                            |                                            |                                            |  |  |  |  |  |  |  |  |  |  |  |  |  |  |  |  |  |  |  |  |  |  |  |  |  |  |  |  |  |  |  |  |  |  |  |  |  |  |  |  |  |  |  |  |  |  |  |  |
| Karel I Lodewijk van de Palts (1617-1680) | Karel I Lodewijk van de Palts (1617-1680) | Karel I Lodewijk van de Palts (1617-1680) | Karel I Lodewijk van de Palts (1617-1680) | Karel I Lodewijk van de Palts (1617-1680) | Karel I Lodewijk van de Palts (1617-1680) |                                      |                                      | Ruprecht van de Palts (1619-1682)    | Ruprecht van de Palts (1619-1682)    | Ruprecht van de Palts (1619-1682)   | Ruprecht van de Palts (1619-1682)   | Ruprecht van de Palts (1619-1682)   | Ruprecht van de Palts (1619-1682)   |                                     |                                     | Maurits van de Palts (1621-1652)      | Maurits van de Palts (1621-1652)      | Maurits van de Palts (1621-1652)      | Maurits van de Palts (1621-1652)      | Maurits van de Palts (1621-1652)      | Maurits van de Palts (1621-1652)      |                                       |                                       | Louise Hollandine van de Palts (1622-1709) | Louise Hollandine van de Palts (1622-1709) | Louise Hollandine van de Palts (1622-1709) | Louise Hollandine van de Palts (1622-1709) | Louise Hollandine van de Palts (1622-1709) | Louise Hollandine van de Palts (1622-1709) |                                  |                                  | Eduard van de Palts (1625-1663)    | Eduard van de Palts (1625-1663)    | Eduard van de Palts (1625-1663)    | Eduard van de Palts (1625-1663)    | Eduard van de Palts (1625-1663)    | Eduard van de Palts (1625-1663)    |                                   |                                   | Sophia van de Palts (1630-1714) | Sophia van de Palts (1630-1714) | Sophia van de Palts (1630-1714)        | Sophia van de Palts (1630-1714)        | Sophia van de Palts (1630-1714)        | Sophia van de Palts (1630-1714)        |                                        |                                        | ... + 4 broers en 3 zusters                | ... + 4 broers en 3 zusters                | ... + 4 broers en 3 zusters                | ... + 4 broers en 3 zusters                | ... + 4 broers en 3 zusters                | ... + 4 broers en 3 zusters                |  |  |  |  |  |  |  |  |  |  |  |  |  |  |  |  |  |  |  |  |  |  |  |  |  |  |  |  |  |  |  |  |  |  |  |  |  |  |  |  |  |  |  |  |  |  |  |  |